# Nezdice na Šumavě
Nezdice na Šumavě è un comune della Repubblica Ceca facente parte del distretto di Klatovy, nella regione di Plzeň.